# Charlie Chan Dagelet
 (octobre 2018).
Si vous disposez d'ouvrages ou d'articles de référence ou si vous connaissez des sites web de qualité traitant du thème abordé ici, merci de compléter l'article en donnant les références utiles à sa vérifiabilité et en les liant à la section « Notes et références ».
Pour les articles homonymes, voir Dagelet.
Charlie Chan Dagelet, née le 22 août 1986 à Amsterdam, est une actrice néerlandaise. Elle est connue pour ses séries télévisées, dont Hotnews.nl. Elle est la fille de l'acteur Hans Dagelet et de l'altiste Esther Apituley (nl). En 2012, elle est candidate au programme télévisé Expedition Arctic Circle (nl). Elle a abandonné à la finale.

## Vie privée
Elle est la demi-sœur des actrices Dokus Dagelet et Tatum Dagelet et la sœur des acteurs Mingus Dagelet et Monk Dagelet. Charlie Chan Dagelet est devenue mère d'un garçon en novembre 2013.

## Filmographie
- 2003 : Cut
- 2003 : Bergen Binnen (nl) : Claire
- 2003 : 15.35: Spoor 1 (nl) : Mariët
- 2003 : De Passievrucht (nl) : meisje met pet
- 2004 : Stille Nacht (nl) : meisje op feest
- 2005 : De Band (nl) : Vera
- 2006 : Hotnews.nl (nl) : Michelle
- 2007 : Van Speijk : Bonny
- 2007 : Vox populi (en) : Ineke
- 2010 : Loft (en) : Linda
- 2010 : LelleBelle (nl) : Yukshi
- 2011 : Seinpost Den Haag (nl) : L'agente, Marieke Kamphuis
- 2011 : Lang zal ze leven
- 2011 : De president (nl) de Erik de Bruyn : Mila[2]
- 2012 : Lijn 32 (nl) : Pauline Achterberg
- 2013 : Zusjes (nl) : Mitzi
- 2013 : Amsterdam de Stefan Miljevic : prostituée sosie de Madeleine
- 2014 : Heer & Meester (nl) : Elise Meyer Swantée
- 2014 : Bluf (nl) : Elise
- 2014 : Sinterklaasjournaal (nl) : Pietje Puk
- 2015 : Homies (nl) : Sophie
- 2016 : A'dam - E.V.A. (nl) : Angelique
- 2016 : Hold On de Charlotte Scott-Wilson[3]
- 2017 : Zomer in Zeeland (nl)
- 2021 : Beau Rivage (série télévisée) : Jasmine

### Théâtre
- Zomertrilogie, dans le rôle de Rosina
- Scènes uit een huwelijk, dans le rôle d’Eva
- In ongenade, dans le rôle de Melanie Isaacs
- Bende Dapitulet, elle-même (avec sa famille)
- Sneeuwwitje, Blanche-Neige
- WE ARE HERE, divers
- Naar Bukowski, divers